# Жечиця (Кросненський повіт)
Жечиця (пол. Rzeczyca, нім. Riesnitz) — село в Польщі, у гміні Машево Кросненського повіту Любуського воєводства.
Населення — 69 осіб (2011).
У 1975-1998 роках село належало до Зеленогурського воєводства.

## Демографія
Демографічна структура станом на 31 березня 2011 року:
|          | Загалом | Допрацездатний вік | Працездатний вік | Постпрацездатний вік |
| -------- | ------- | ------------------ | ---------------- | -------------------- |
| Чоловіки | 30      | 8                  | 17               | 5                    |
| Жінки    | 39      | 9                  | 22               | 8                    |
| Разом    | 69      | 17                 | 39               | 13                   |